# Chalcothraupis
Chalcothraupis is een geslacht van zangvogels uit de familie Thraupidae (tangaren). Het geslacht is monotypisch:
- Chalcothraupis ruficervix  – goudnektangare